# Костич, Миодраг
Миодраг Костич (серб. Миодраг Костић; 25 августа 1959, Врбас — 13 ноября 2024) — сербский предприниматель. Был основателем и владельцем MK Group, диверсифицированной холдинговой компании, специализирующейся в основном на агробизнесе, зелёной энергетике и туризме.

## Образование
В 1983 году окончил экономический университет в Нови-Саде на факультете «Информационные технологий».

## Карьера
С 1983 года начал заниматься частным предпринимательством, в качестве владельца фирмы по торговле, экспорт-импорту и производству, которая в 1995 году переросла в MK Group.
С 2000 года, MK Group принадлежат 3 сахарных завода (Фабрика в Печинцах, Врбасе и Ковачице), более 10-и сельскохозяйственных предприятий (Агроуния, Джуро Стругар, Лабудняча, Войводина, Панония, Елан и др.), торговые и складские комплексы (Гранехпорт, Жито Бачка), которые после успешной реструктуризации, представляют союз современных и высоко профильных сербских компаний ориентированных на экспорт.
На сегодняшний день в состав MK Group входят 35 компаний с выше 4500 сотрудников в Сербии и Украине. Годовой оборот компании составляет свыше 500 миллионов евро.
Большая часть деятельности MK Group относится к сахарной индустрии, сельскохозяйственному производству, индустрии и торговли сельскохозяйственной продукцией. Центральный офис компании находиться в Белграде, а ассоциированные компании расположены по всей Сербии.
С 2006 года компания Агро Инвест Украина, входящая в состав MK Group успешно работает на территории Украины, таким образом расширив свою деятельность в регионе. Компания Суноко, входящая в состав холдинга и лидер в сфере сахарной индустрии в Сербии и  регионе, экспортирует сахар в Польшу, Чехию, Словакию, Германию, Австрию, Италию, Великобританию, Румынию, Болгарию, Грецию, Словению, Хорватию, Кипр, Молдавию, Боснию и Герцеговину, Северную Македонию и Албанию.
Помимо этого, Костич инвестировал в гостиничный комплекс на Копаонике.
В 2009 году, основывается компания «MK Mountain Resort», в состав которой входят гостиницы «Гранд» и «Анджела», апартаменты в комплексе Конацы (Сунчени Врхови), а также гостиница «88 Rooms» в центре Белграда. Целью компании является увеличение количества гостиничных объектов в категории 4* для достижения успеха и конкурентоспособности на местном и зарубежном рынках.
В 2007 году основывается компания «МК Финтел Винд», чья основная деятельность производство «зелёной» энергии, и инвестирование, направленное на развитие возобновляемых источников энергии в Сербии, в первую очередь энергию ветра.
В ноябре 2011 года в состав MK Group входит компания Карнекс (основанная в 1958 году) и являющая ведущей компанией на рынке в области производства мяса и мясной продукции. Компания Карнекс экспортирует свою продукцию в Швейцарию, Австрию, Германию, Австралию, Россию, Словению, Казахстан, Беларусь, Боснию и Герцеговину, Северную Македонию и Черногорию.
Помимо сельского хозяйства, производства сахара и мяса, туризма, возобновляемых источников энергии с 2015 год MK Group является владельцем 76,9 процентов акций АИК Банка и одной из крупнейших брокерских компании в Сербии, М&В Инвестмент.
Остальные области деятельности MK Group, финансы, IT-услуги, недвижимость, и так далее.
В 2015 году ЕБРР стал миноритарным акционером MK Group с 5 % акций и инвестициями в 50 миллионов евро.
Умер 13 ноября 2024 года в возрасте 65 лет.

## Благотворительность
МК Гроуп пожертвовал около 220 000 евро, на строительство дома для молодежи в Детском селе SOS в Кралево. Строительство дома началось весной 2012 года, и по истечении 6 месецев объект был передан под ключ. В торжественной церемонии передачи ключа от дома принял участие и президент Сербии.
МК Гроуп также организовывает бесплатный зимний отдых для лучших школьников из Косово. Среди других гуманитарных акций компании МК Гроуп, пожертвование миллиона динар для улучшения условий жизни людей находящихся за чертой бедности,Пожертвование 24 тонн сахара жертвам наводнения в Республике Сербской. Пожертвования миллиона динар муниципалитету Трговиште, который занимался отклонением последствий наводнений в южной Сербии, а также помощь пострадавшим в муниципалитете Кральево, который пострадал от наводнений.

## Фонд Семьи Костич
В июне 2013 года, Костич вместе со своей мамой Роксандой, передали своё семейное поместье Институту  по охране здоровья детей и молодежи Воеводины в Новом Саде на дальнейшее использование в качестве реабилитационного центра для размещения детей больных онкологическими заболеваниями, который был создан постоянный пожертвований Костич семью.

Поместье было передано правительству провинции Воеводина, которое обязуется использовать его в предназначенных целях. Дом имеет 1400 м2 и 16 акров земли, таким образом заложив начало основания фонда семьи Костич.

## Членство и функции
Миодраг Костич являлся президентом совета директоров АИК Банка, а также уже вторым мандатом подряд, президентом клуба «Предприниматель», который собрал 40 самых успешных предпринимателей Сербии.
Деловой клуб «Предприниматель» сотрудничает с отечественными и зарубежными торговыми палатами и бизнес ассоциациями, а также с правительством республики Сербии, для создания благоприятной бизнес-среды и привлечения иностранных инвестиций.
Миодраг Костич является членом многочисленных отечественных и зарубежных ассоциаций, таких как Американская торговая палата, Британско-сербская торговая палата, «Деловой совет» Сербии и Италии, Швейцарско-сербская деловая ассоциация, Сербская ассоциация менеджеров (SAM), национальный альянс по развитию экономики (NALED) и др.

## Участие в конференциях в качестве панелиста
- Годовая встреча ЕБРР, Казахстан (2011).
- TRANSITION TO TRANSITION (T2T) INITIATIVE, стимулирование роста и инвестиций в период транзиции, Касабланка (2012).
- Конференция «Financial Times», Белград (2013).
- Друзья Европы: Европейский саммит, Западные Балканы: «Быстрая и медленная дорожка», Брюссель (2013).
- Годовая встреча ЕБРР, Стамбул (2013).
- Саммит 100, Черногорье 2013.
- Фестиваль средств массовой информации, Ровинь (2013).
- Копаоник Бизнес Форум, Сербия (2013, 2014).
- Саммит 100. Цавтат, (2014).
- FMCG, Агробизнес Арена, Дубровник (2014).
- «Климатические изменения и зелёная экономика», Белград (2014).
- Конференция Лондонской фондовой биржи для инвесторов из стран СНГ и ЦВЕ, Лондон (2015).

Миодраг Костич включён в список «300 самых мощных людей в Сербии» по источникам ежедневного журнала «Блиц» По данным «Форбс» на 2013 год, Костич включён в список самых богатых сербов, занимая 3-ю позицию в списке самых богатых на территории бывшей Югославии. Его состояние оценивалось в 234 миллиона евро.

## Награды и призы
- 1998 — МК Коммерц признана лучшей частной компанией в Сербии,
- 1998 — второе место среди самых успешных бизнесменов в Сербии,
- 1998 — второе место среди самых успешных в Новом-Саде,
- 1999 — второе место среди самых успешных бизнесменов в Сербии,
- 2001 — МК Коммерц признана лучшей частной компанией в Сербии
- 2001 — третье место в списке самых успешных в Новом-Саде,
- 2001 — первый среди самых успешных бизнесменов в Сербии,
- 2002 — бизнесмен года, ассоциации журналистов Сербии,
- 2002 — Благодарность компании МК Коммерц за вклад в строительство мемориального храма Святого Саввы
- 2003 — самый успешный предприниматель года
- 2004 — МК Коммерц, второе место среди частных компании из Нови-Сада.
- 2005 — третье место в списке самых успешных бизнесменов в Сербии
- 2007 — Золотой медальон вручённый компании МК Коммерц от компании Виктория Гроуп
- 2007 — второе место в списке самых успешных предпринимателей и менеджеров Сербии
- 2008 — первое место в списке самых успешных бизнесменов в Сербии
- 2009 — Премия «Победитель Белграда» для лучших предпринимателей в Сербии
- 2009 — Благодарность компании МК Гроуп от Министерства Просвещения Республики Сербии, за вклад в организацию награждения школьников Сербии.
- 2009 — Миодраг Костич- премия ПКБ как лучший бизнесмен года в Сербии
- 2011 — «Золотой динар Императора Душана» почётная награда Клуба экономических журналистов компании МК Group, как самой успешной компании десятилетия
- 2011 — Признание Европейской Ассоциации Менеджеров как «Лучший менеджер Восточной и Центральной Европы»
- 2012 — Звание «Лучший в агробизнесе» компания МК Гроуп получила от Експо Нови Сад.
- 2012 — Титул «Компания Герой» компания МК Гроуп получила за пожертвование средств в гуманитарный проект «Битва за Малышей».
- 2012 — Благодарность СОС детского села Кральево за помощь в строительстве дома для подростков.
- 2012 — Бляшка ОССИ за поддержку сербских студентов за рубежом.
- 2013 — Награда «Планета Бизнес» президенту компании МК Гроуп, за успешное управление компанией.
- 2013 — Титул «Мой Выбор» за социально ответственную сербскую компанию, за проект СОС детское село-Дом для подростков.
- 2013 — Титул «Супербрендс»
- 2013 — MK Mountain Resort-“Корпоративный Супер Бренд" награда за лидера в сфере горного туризма Сербии
- 2014 — Карнекс- "Superbrands" Награда за лучший бренд в Сербии
- 2015 — Карнекс “Лучший корпоративный бренд из сферы производства пищевых продуктов.
- 2015 — “Business partner 2015”- Аик Банк-Награда за лучшие банковские услуги.
- 2025 — Орден Звезды Карагеоргия I степени (посмертно)[6]